# Benoît Bouthillette
Œuvres principales
- La Trace de l'escargot
- La Nébuleuse du chat
- L'Heure sans ombre

Benoît Bouthillette, né le 15 décembre 1967 à Montréal, est un écrivain canadien, auteur de littérature d'enfance et de jeunesse et de roman policier. Il est lauréat du Prix Saint-Pacôme du roman policier 2005.

## Biographie
Il fait une entrée remarquée dans la littérature québécoise en remportant, en 2005, le prix Saint-Pacôme du roman policier pour La Trace de l'escargot, premier titre d'une série policière ayant pour héros Benjamin Sioui, un détective d'origine montagnaise. Son œuvre est commentée dans plusieurs pays. Le quotidien La Presse désigne La Trace de l’escargot, un roman policier, parmi sa sélection des dix plus beaux romans d’amour de tous les temps, soulignant ainsi la richesse de l'œuvre.
En 2006, il reçoit le prix Alibis pour la nouvelle policière Le Capuchon du moine. Dès lors, ses présences dans plusieurs salons du livre européens lui valent d’être identifié par le quotidien Le Monde comme l’un des représentants de la relève littéraire au Québec.
En 2007, il mêle littérature d'enfance et de jeunesse et roman policier dans La Nébuleuse du chat, où réapparaît le détective Benjamin Sioui.
Le passage de Benoît Bouthillier comme directeur littéraire et de collection aux Éditions de la Bagnole, spécialisée dans la littérature d'enfance et de jeunesse, est ponctué de mises en nomination au prix du Gouverneur général, notamment pour Quand j'écris avec mon cœur de Mireille Levert.
En 2010, il donne Emo, un feuilleton littéraire pour enfants en 13 épisodes.

## Récompenses et distinctions
- 2005 : Prix Saint-Pacôme du roman policier pour La Trace de l'escargot
- 2006 : Prix Alibis de la nouvelle policière pour Le Capuchon du moine
- 2016 : Prix Tenebris pour L'heure sans ombre : une enquête de Benjamin Sioui[1]

## Œuvre

### Romans

#### SérieLes enquêtes de Benjamin Sioui / Bestiaire pour un printemps fâché
- La Trace de l'escargot
  - JCL, coll. « Couche-Tard », 2005, 368 p.  (ISBN 2-89431-327-6)
- La Nébuleuse du chat
  - La Bagnole, coll. « Gazoline », 2007, 172 p.  (ISBN 978-2-923342-12-2) (OCLC 239619623)
- La Mue du serpent de terre
  - La Bagnole, coll. « Parking », 2008, 128 p.  (ISBN 978-2-923342-25-2) (court roman)
- L'Heure sans ombre
  - Druide, 2015, 542 p.

### Ouvrages de littérature d'enfance et de jeunesse

#### SérieÉlise
- La Phalange des avalanches
  - Les 400 Coups, coll. « Coups de tête », 2010, 168 p.  (ISBN 978-2-923603-28-5)
- Les Derniers Vivants
  - Les 400 Coups, coll. « Coups de tête », 2012, 248 p.  (ISBN 978-2-89671-071-3)

#### SérieEmo
- 1. En route pour le concert de notre vie
  - La courte échelle, coll. « Epizzod », 2010, 56 p.  (ISBN 978-2-89021-970-0)
- 2. Je t'en prie, fais que je ne meure plus jamais seul
  - La courte échelle, coll. « Epizzod », 2010, 56 p.  (ISBN 978-2-89021-971-7)
- 3. Et ce monde sera ce que nous en ferons
  - La courte échelle, coll. « Epizzod », 2010, 56 p.  (ISBN 978-2-89021-972-4)
- 4. Une brèche ouverte dans la paroi du monde
  - La courte échelle, coll. « Epizzod », 2010, 56 p.  (ISBN 978-2-89021-973-1) (OCLC 798870387)
- 5. Comme un fragment de lune qui lui déchirerait le cœur
  - La courte échelle, coll. « Epizzod », 2010, 56 p.  (ISBN 978-2-89021-974-8)
- 6. Un ange dans la neige
  - La courte échelle, coll. « Epizzod », 2010, 56 p.  (ISBN 978-2-89021-975-5)
- 7. Cette nuit j'ai brûlé mes ailes
  - La courte échelle, coll. « Epizzod », 2010, 56 p.  (ISBN 978-2-89021-978-6)
- 8. La Cité des morts
  - La courte échelle, coll. « Epizzod », 2010, 56 p.  (ISBN 978-2-89021-979-3)
- 9. Le Gardien de l'ombre
  - La courte échelle, coll. « Epizzod », 2010, 56 p.  (ISBN 978-2-89021-980-9)
- 10. Il n'y a pas de finale qui se vive à demi
  - La courte échelle, coll. « Epizzod », 2010, 56 p.  (ISBN 978-2-89021-981-6)
- 11. L'Enfer sur terre
  - La courte échelle, coll. « Epizzod », 2010, 56 p.  (ISBN 978-2-89021-976-2)
- 12. L'abîme appelle l'abîme
  - La courte échelle, coll. « Epizzod », 2010, 56 p.  (ISBN 978-2-89021-977-9)
- 13. Mais le chemin sera long qui nous mènera jusqu'à la mort
  - La courte échelle, coll. « Epizzod », 2010, 56 p.  (ISBN 978-2-89021-982-3)

### Nouvelles

#### SérieLes enquêtes de Benjamin Sioui / Bestiaire pour un printemps fâché
- Le Rire de la mouette
  - Alibis, vol. 8 no 3, Été 2009, 44 p.  (ISBN 978-2-89615-911-6)
- Le Regret/Le Rat des champs
  - Moebius no 125, Mai 2010, 8 p.  (ISBN 978-2-89031-687-4)

#### Autres nouvelles
- Le Capuchon du moine
  - Alibis no 19, Été 2006, 16 p.
- Juste cinq minutes encore
  - Le Devoir, 22 juillet 2006
- Le Psaume du psoque
  - dans l'anthologie Crimes à la librairie, Éditions Druide, 2014

### Entrevues
- Le Livre-Show, 20 janvier 2009 http://fr.video.canoe.tv/video/art-et-culture/livres/1904733243/lauteur-benoit-bouthillette/8632539001
- Kwad9, été 2010 http://www.kwad9.ca/vlog/benoit-bouthillette-et-cathe